# Parafia Ducha Świętego w Podstolicach
Parafia Ducha Świętego w Podstolicach – rzymskokatolicka parafia należąca do dekanatu Wieliczka Zachód archidiecezji krakowskiej. Została erygowana w 1292 roku. 
Od 2019 roku proboszczem jest ks. Józef Małota.